# 참합피 전투
참합피 전투(參合陂之戰)는 395년 11월 참합피에서 벌어진 후연과 북위의 군사적 충돌이다.

## 주요 참전자

### 연(燕)
- 모용보 (慕容寶)
- 모용농 (慕容農)
- 모용린 (慕容麟)
- 모용덕 (慕容德)
- 모용소 (慕容昭)

### 위(魏)
- 탁발규 (拓跋珪)
- 탁발준 (拓跋遵)
- 탁발건 (拓跋虔)
- 왕건 (王建)